# Черноголовый украшенный попугай
Черноголовый украшенный попугай (лат. Pyrilia caica) — вид птиц семейства попугаевых (Psittacidae)<. Ранее относился к роду Pionopsitta, который теперь является монотипным. Обитает в Бразилии, Французской Гвиане, Гайане, Суринаме и Венесуэле.

## Описание
Средняя длина тела 23 см, масса — 130 г. Тело зелёного цвета, голова от чёрного до коричневатого цвета. Шея и затылок жёлтые с коричневатым оттенком. Горло и верхняя часть груди оливково-коричневые. Маховые перья чёрные с зеленоватой сеткой на внешней стороне; нижняя сторона голубовато-зелёная. Центральные перья хвоста с синим кончиком. Окологлазное кольцо светло-серого цвета. Радужная оболочка оранжевая. Клюв рогового цвета.

## Места обитания
Обитает во влажных тропических и субтропических лесах на высоте до 1100 м над уровнем моря.

## Биология
Питается орехами, семенами, фруктами и ягодами.